# Supertungvikt
Supertungvikt är den tyngsta viktklassen inom flera idrotter, bland annat boxning och Mixed martial arts. Viktklassen har ingen övre gräns. Utövare kan således väga hur mycket som helst. Supertungvikt i boxning finns med i de olympiska spelen sedan 1984.